# Гарибян, Грайр Арамович
Грайр Арамович Гарибян (арм. Հրայր Արամովիչ Գարիբյան, 1904—1978) — советский кинооператор, заслуженный деятель искусств РСФСР (1969).

## Биография
Родился 14 августа (1 сентября) 1904 года в Кагызмане в семье торгового служащего. Учился в Карском реальном училище. После окончания средней школы в Тифлисе в 1922 — 1923 работал помощником счетовода в частном предприятии, в 1923 — 1924 — помощником токаря на механическом заводе Горкоммунхоза в Ленинакане. В 1931 году окончил операторский факультет Государственного техникума кинематографии. С 1931 года — стажер-оператор кинофабрики «Арменкино», в 1931 — 1936 — ассистент оператора кинофабрики «Межрабпомфильм», с 1936 года — 2-й оператор киностудии «Союздетфильм», с 1948 года — оператор киностудии имени М. Горького.
Работал с известными режиссёрами — С. И. Ростоцким, П. О. Арсеновым, Б. А. Бунеевым, И. В. Лукинским, К. Я. Ярматовым, В. М. Прониным и другими.
Похоронен на Армянском кладбище.

## Звания
- заслуженный деятель искусств РСФСР (29.09.1969)

## Семья
- Жена — Варвара Ивановна Гарибян (1913 — ?)
- Сын — Аветис Граирович Гарибян (р. 07.03.1938) — режиссер и оператор документального кино
- Сын — Александр Граирович Гарибян (р. 28.09.1946) — кинооператор, заслуженный деятель искусств России (1997)

## Фильмография
Участвовал в создании более 15 художественных фильмов:
- 1970 — Хуторок в степи
- 1969 — Старый дом
- 1967 — Спасите утопающего
- 1964 — Дальние страны
- 1963 — Понедельник — день тяжёлый
- 1960 — Леон Гаррос ищет друга / Vingt mille lieues sur la terre (СССР, Франция)
- 1959 — Когда цветут розы
- 1957 — Дело было в Пенькове
- 1956 — Авиценна
- 1955 — Земля и люди
- 1954 — Чемпион мира
- 1953 — Чук и Гек (короткометражный)
- 1949 — У них есть Родина
- 1946 — Сын полка
- 1944 — Жила-была девочка
- 1942 — Боевой киносборник «Лесные братья»
- 1942 — Железный ангел
- 1940 — Весенний поток
- 1937 — Белеет парус одинокий (фильм, 1937)
- 1936 — Борцы (фильм)
- 1934 — Три песни о Ленине
- 1933 — Изменник родины
- 1930 — Кто виноват? (короткометражный)